# Bisnovat R-40
Le Bisnovat R-40 (code OTAN : AA-6 Acrid) est un missile air-air, conçu à partir de 1962 comme une réponse au bombardier américain B-70 Valkyrie.

## Description

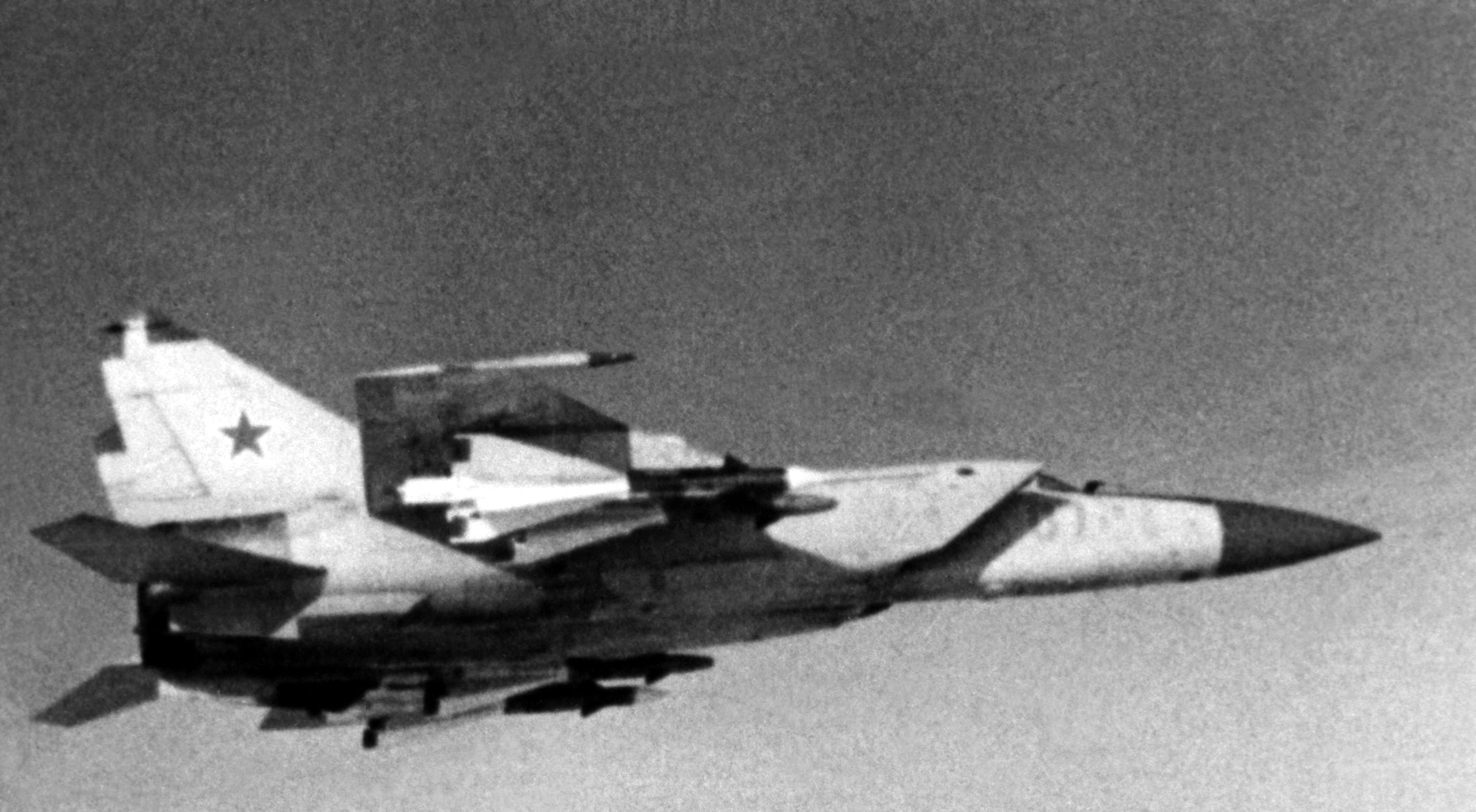
Un MiG-25 soviétique armé de R-40.

Le R-40 est le plus grand missile air-air du monde [réf. nécessaire]. C'est une arme à longue portée, avoisinant les 60 km malgré la masse élevée de l'engin, avec plus de 450 kg sur la balance. Cette portée reste cependant modeste comparée à celle du missile R-33. L'Acrid est muni d'une ogive de 70 kg d'explosif, le rendant capable de pulvériser les gros bombardiers contre lesquels il devait être utilisé.
Le missile mesure 622 cm (version guidée par radar) ou 598 cm de long (version guidée par infrarouge) pour 31 cm de diamètre.

## Service opérationnel
Contrairement au bombardier Valkyrie, le missile est entré en service, notamment dans l'armée soviétique, avec pour plateforme de lancement les chasseurs MiG-25 Foxbat, qui en emportaient quatre au total : deux R-40R et deux R-40T. Il équipe également les chasseurs MiG-31 (deux R-40T, un sous chaque aile).
Les chasseurs russes n'ont jamais tiré de R-40. En revanche il a été utilisé par d'autres pays, dont l'Irak (660 livrés entre 1980 et 1985). et probablement la Syrie et la Libye. Les MiG-25 irakiens ont réussi à abattre un F/A-18C américain en 1991 et un drone de reconnaissance MQ-1 Predator en 2002.

## Versions
Les différentes versions du R-40 sont :
- Le R-40R, la version à guidage radar semi-actif, portée de 50 km ;
- Le R-40T, la version à guidage infrarouge, portée de 30 km ;
- Le R-40RD (D pour « développement »), la version à guidage radar semi-actif avec une électronique récente, portée de 60 km ;
- Le R-40TD (D pour « développement »), la version à guidage infrarouge avec une électronique récente, portée de 40 km.